# Shirley (roman)
Pour les articles homonymes, voir Shirley.
Shirley est un roman de la femme de lettres anglaise Charlotte Brontë publié en 1849. En France, il paraît pour la première fois en 1850.
Sa popularité a permis à « Shirley », prénom jusqu'alors exclusivement masculin, de devenir un prénom de femme (dans le roman, le père de Shirley lui donne ce nom, qu'il a au départ choisi pour un fils).

## Résumé
Le roman se situe dans le Yorkshire dans la période 1811-1812, pendant la dépression industrielle due aux guerres napoléoniennes et à la guerre de 1812. Les quatre personnages centraux sont analysés par contrastes : les frères Robert Moore (industriel dont le Moulin[réf. nécessaire] tourne à vide en raison de la guerre) et Louis Moore (précepteur privé attaché aux enfants d’une famille) ; et leurs deux aimées, Caroline Helstone, timide et incertaine (qui aurait été copiée sur Ellen Nussey, amie rencontrée à l'école de Miss Wooler), et Shirley Keeldar, héritière d’une fortune, sans doute à l'image d'Emily Brontë, sœur de l'auteur. La maison de la famille Keeldar s’appelle Fieldhead ; Charlotte Brontë s’est inspirée pour Fieldhead d’un manoir élisabéthain appelé Oakwell Hall.

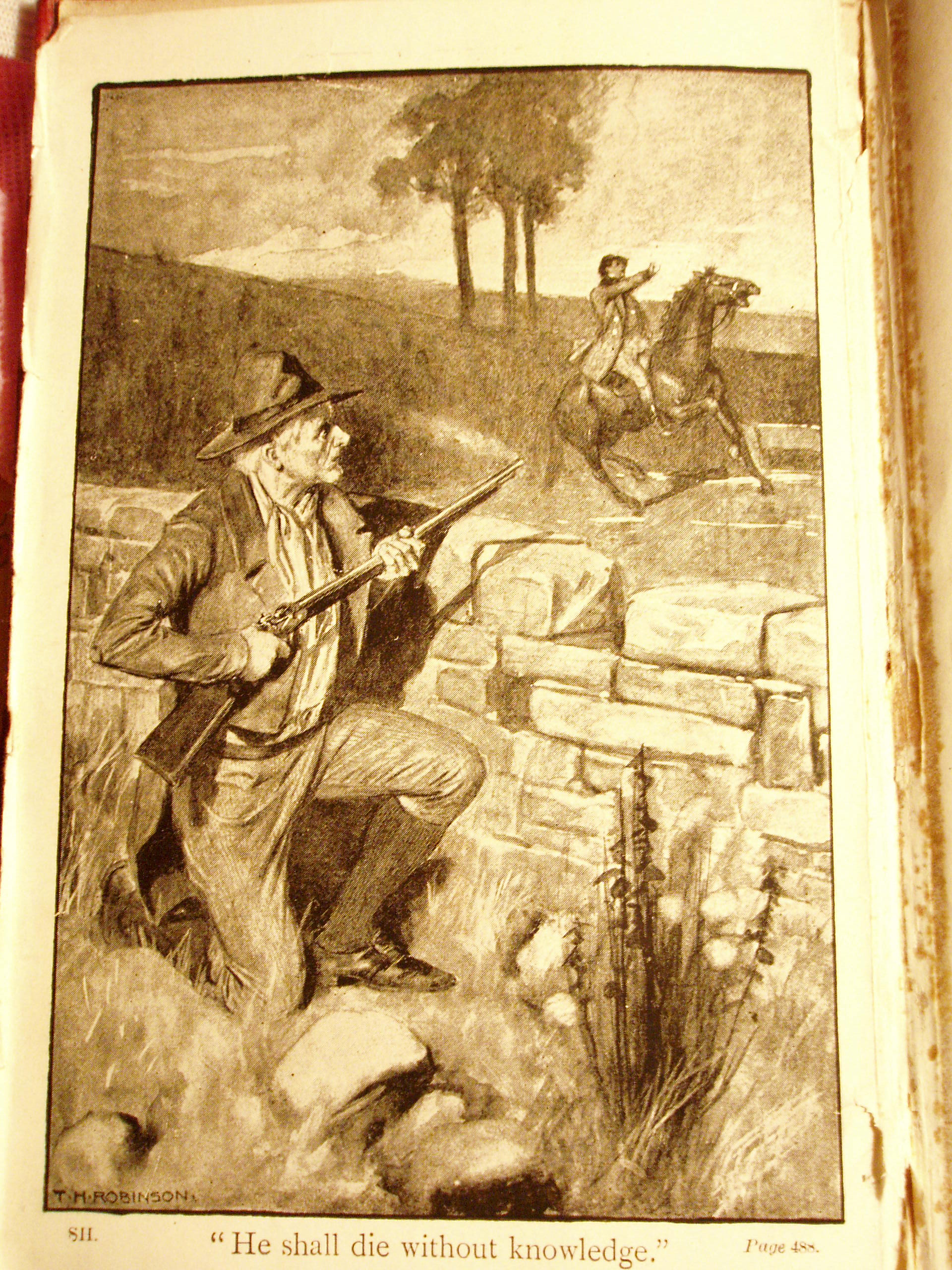
Illustration de T. H. Robinson.

## Adaptation cinématographique
- 1922 : Shirley (en), film anglais muet en noir et blanc réalisé par Albert Victor Bramble, avec Carlotta Breese et Clive Brook